# Абидня
Абидня — археологический памятник в Быховском районе Могилёвской области Беларуси. В Абидне обнаружены селища и могильники древних славян (киевская культура), датированные II—V веками н. э.

## Раскопки
В 1960—1967 белорусским учёным Л. Д. Поболем были проведены расскопки, которые обнаружили полуземлянки, выносные очаги, множество хозяйственных ям. В стороне были помещения с остатками трупосожжения вместе с углём и золой в округлых или овальнх ямах.
При раскопках были найдены лепные округлобокие и ребристые горшки, расширенные у верхней трети, нередко орнаментированные расчёсами, изредка лощёные миски, украшения круга восточноевропейских выемчатых эмалей, фибулы, бронзовая ручка от римского ларца, бусы, булавки и пр. Материалы полученные в Абидне, можно считать эталоном для выделения одной из традиций в рамках киевской культуры на территории Белоруссии. Археологические памятники типа Абидня, вероятно, связаны с наследием зарубинецкой культуры.
Культура традиций типа Абидня достигало верховий Днепра и Западной Двины (Заозерье), при их участием сформировался ряд культур славянского круга (Тушемля, Банцеровщина, псковских длинных курганов культуры).